# Bataille navale de Vella Lavella
Seconde Guerre mondiale - Pacifique
Batailles
Terrestres : 
- Invasion de Tulagi
- Guadalcanal
- Opération Ke
- Nouvelle-Géorgie
- Vella Lavella
- Îles du Trésor
- Choiseul
- Bougainville
- Îles Green

Navales :
- Détroit de Blackett
- I-Go
- Bataille du golfe de Kula
- Kolombangara
- Golfe de Vella
- Vella Lavella (navale)
- Baie de l'Impératrice Augusta
- Horaniu
- Cap Saint-George

La bataille navale de Vella Lavella est une bataille navale de la guerre dans le Pacifique pendant la Seconde Guerre mondiale, qui a eu lieu le 7 octobre 1943 entre la Marine impériale japonaise et la marine américaine. La bataille, qui s'insère dans le cadre de la campagne des îles Salomon, a eu lieu au large de l'île de Vella Lavella dans les îles Salomon.

## Bataille
Après leur défaite dans la bataille du golfe de Vella et la perte de la Nouvelle-Géorgie dans la bataille de la Nouvelle-Géorgie, les Japonais avaient évacué leurs garnisons dans les îles centrales des Salomon. Un point d'approvisionnement de barges avait cependant été maintenu à Horaniu, sur la pointe nord de Vella Lavella. En octobre 1943, il restait à ce poste 600 soldats japonais et une force de neuf destroyers (Fumizuki, Matsukaze, Yunagi, Akigumo, Isokaze, Kazagumo, Yugumo, Shigure, Samidare) fut envoyée sous le commandement du contre-amiral Matsuji Ijuin pour les secourir.
À 22 h 30, les Japonais repérèrent une force américaine de trois destroyers (USS Selfridge, USS Chevalier, USS O'Bannon), commandés par le capitaine Frank R. Walker (en), qui s'approchait du golfe de Vella. Une seconde division de trois destroyers (USS Ralph Talbot, USS Taylor et USS La Vallette) longeait la côte ouest de Vella Lavella en remontant vers le nord, mais Walker décida de ne pas les attendre et d'attaquer directement. Les deux flottes lancèrent leur torpilles et ouvrirent le feu vers 23 h 00.
Le Yugumo, premier dans la ligne japonaise, fut touché plusieurs fois et coula quasi immédiatement pendant qu'une de ses torpilles allait toucher le Chevalier, faisant exploser son magasin de munitions avant. Le O'Bannon entra ensuite en collision avec l'épave du Chevalier. Le Selfridge qui attaquait de manière isolée fut touché par une torpille et mis hors de combat. Avec ses trois navires endommagés et les renforts encore à 15 minutes, la situation aurait pu devenir dramatique pour les Américains si les Japonais n'avaient choisi ce moment pour rompre le combat, ayant peut-être confondu les destroyers qui s'approchaient avec des croiseurs. 
Le Chevalier ne put être sauvé et fut sabordé vers 3 heures. Les Japonais purent accomplir leur mission d'évacuation, mettant fin à la présence japonaise dans les Salomon centrales.

## Source
- (en) Cet article est partiellement ou en totalité issu de l’article de Wikipédia en anglais intitulé « Naval Battle of Vella Lavella » (voir la liste des auteurs).